# Dariusz Skorupka
Dariusz Skorupka (ur. 27 maja 1965 w Toruniu) – polski wojskowy, generał brygady Wojska Polskiego w stanie spoczynku, profesor nauk inżynieryjno-technicznych, były rektor-komendant Akademii Wojsk Lądowych. Od stycznia 2022 roku profesor na Politechnice Wrocławskiej. W 2024 roku wybrany na kolejną kadencję do Sekcji IPB KILiW Polskiej Akademii Nauk. 

## Życiorys

### Wykształcenie
Jest absolwentem Wyższej Szkoły Oficerskiej Wojsk Inżynieryjnych, Wojskowej Akademii Technicznej im. Jarosława Dąbrowskiego w Warszawie (WAT) oraz Politechniki Gdańskiej. W 2000 r. uzyskał stopień doktora nauk technicznych w zakresie budownictwa, specjalność: organizacja i mechanizacja budownictwa, zaś w 2008  stopień doktora habilitowanego nauk technicznych w zakresie budownictwa, specjalność: technologia i zarządzanie w budownictwie, podyplomowe studia polityki obronnej w Akademii Sztuki Wojennej, które ukończył w formie niestacjonarnej.

### Kariera wojskowa
Służbę wojskową rozpoczął w 1989 r. jako dowódca plutonu w Wyższej Szkole Oficerskiej Wojsk Inżynieryjnych. W roku 1994 został wyznaczony na stanowisko dowódcy plutonu w 6 pułku pontonowym. W latach 1994 do 2011 r. związany był z Wyższą Szkołą Oficerską im. Tadeusza Kościuszki przeformowaną w Wyższą Szkołą Oficerską Wojsk Lądowych, w której zajmował kolejno stanowiska: dowódcy plutonu, wykładowcy, adiunkta, szefa wydziału oraz profesora nadzwyczajnego. W 2011 r. został wyznaczony na stanowisko dziekana w Wyższej Szkole Oficerskiej Wojsk Lądowych. 25 stycznia 2016 r. był desygnowany na stanowisko rektora-komendanta WSOWL. 29 listopada 2016 r. otrzymał nominację na stopień generała brygady WP. Akt mianowania odebrał z rąk Prezydenta Rzeczypospolitej Polskiej Andrzeja Dudy. W listopadzie 2017 roku podpisał umowę z USMA West Point. W 2019 r. pełnił funkcję  profesora wizytującego w US Military Academy West Point, gdzie równocześnie odbył staż naukowy. Jest autorem i współautorem ponad 120 publikacji naukowych. Brał udział w wielu projektach związanych z bezpieczeństwem i obronnością Państwa. 30 września 2021 zakończył zawodową służbę wojskową. 

## Awanse
- podporucznik – 1989
- porucznik – 1992
- kapitan – 1996
- major – 2001
- podpułkownik – 2002
- pułkownik – 2009[10]
- generał brygady – 29 listopada 2016[10]

## Ordery i odznaczenia
- Srebrny Medal za Długoletnią Służbę
- Złoty Medal „Za zasługi dla obronności kraju” – (Minister ON)
- Srebrny Medal „Za zasługi dla obronności kraju”
- Brązowy Medal „Za zasługi dla obronności kraju”
- Złoty Medal „Siły Zbrojne w Służbie Ojczyzny” – (Minister ON)
- Srebrny Medal „Siły Zbrojne w Służbie Ojczyzny”
- Brązowy Medal „Siły Zbrojne w Służbie Ojczyzny”
- Medal „Pro Patria”
- Medal 100-lecia Odzyskania Niepodległości – 2018[14]
- Medal „Pro Bono Poloniae” – 2019[15]
- Odznaka pamiątkowa 6 Pułku Pontonowego – 1994
- Odznaka pamiątkowa Wyższej Szkoły Oficerskiej im. Tadeusza Kościuszki – 2010
- Odznaka absolwenta Podyplomowych Studiów Operacyjnych AON – 2016
- Odznaka pamiątkowa Akademia Wojsk Lądowych – 2017